# Kurt Sakowski
Kurt Sakowski (ur. 23 grudnia 1930 w Berlinie, zm. 25 lutego 2020) – niemiecki lekkoatleta, chodziarz, dwukrotny olimpijczyk. Podczas swojej kariery reprezentował Niemiecką Republikę Demokratyczną. 

## Życiorys
Dwukrotnie wystąpił we wspólnej reprezentacji Niemiec w chodzie na 50 kilometrów na igrzyskach olimpijskich. W 1960 w Rzymie został zdyskwalifikowany, a w 1964 w Tokio zajął 8. miejsce. W późniejszych startach reprezentował NRD. Zajął 5. miejsce w chodzie na 50 kilometrów w pucharze świata w 1965 w Pescarze, 4. miejsce na tym dystansie na mistrzostwach Europy w 1966 w Budapeszcie i również 4. miejsce w tej konkurencji w pucharze świata w 1967 w Bad Saarow.
Zdobył wiele medali mistrzostw NRD. W chodzie na 20 kilometrów był mistrzem w 1957, a w drużynie wicemistrzem w 1962 oraz brązowym medalistą w latach 1957 i 1963–1965. W chodzie na 35 kilometrów był indywidualnie wicemistrzem w 1963 i brązowym medalistą w 1964 oraz drużynowym wicemistrzem w 1964. W chodzie na 50 kilometrów był indywidualnym mistrzem w 1953, wicemistrzem w 1963, 1966 i 1967 oraz brązowym medalistą w 1961, 1962 i 1968, a w drużynie mistrzem w 1961 i brązowym medalistą w 1953.

## Rekordy życiowe
Rekordy życiowe Sakowskiego:
- chód na 50 000 metrów – 4:19:54,0 (18 października 1969, Berlin)[7]
- chód na 20 kilometrów – 1:32:11,4 (18 maja 1968, Spremberg)[8]
- chód na 50 kilometrów – 4:10:33,1 (5 lipca 1969, Ottsjö)[9]